# Хеннингс, Пауль Кристоф
Пауль Кристоф Хеннингс (нем. Paul Christoph Hennings; 1841—1908) — немецкий миколог и ботаник.

## Биография
Пауль Хеннингс родился 27 ноября 1841 года в городе Хайде в районе Дитмаршен. Учился в Гимназии в Мильдорфе, затем поступил в Кильский университет. Затем Хеннингс стал ассистентом директора Эрнста Фердинанда Нольте в Кильском ботаническом саду при университете. В 1864 году из-за Датской войны Пауль был вынужден покинуть Университет и работать на почте в Августенбурге. Затем Хеннингс несколько раз менял место жительства и остановился в Хоэнвештедте, где преподавал в сельскохозяйственном училище. В 1874 году Август Вильгельм Эйхлер, директор Кильского ботанического сада, пригласил Хеннингса на пост ассистента. В 1876 году Пауль Хеннингс женился на Матильде, у них было двое детей. В 1879 году Эйхлер был вызван в Берлинский ботанический сад, на следующий год к нему присоединился Хеннингс. В 1890 Пауль был назначен ассистентом хранителя, а в 1891 — хранителем гербария Берлинского ботанического сада. С 1894 года Пауль был одним из редакторов ботанического журнала Hedwigia, в 1901 стал главным редактором. В 1902 году он стал почётным профессором. В 1907 году умер один из сыновей Хеннингса. Пауль Хеннингс скончался 14 октября 1908 года в Берлине.

## Некоторые научные работы
- Botanische Wanderungen durch die Umgebung Kiels (1879)
- Standorts-Verzeichniss der Gefässpflanzen in der Umgebung Kiels (1883)

## Роды грибов, названные в честь П. Хеннингса
- Henningsia Möller, 1895
- Henningsiella Rehm, 1895
- Henningsina Möller, 1901 [syn.  Phylacia Lév., 1845]
- Henningsomyces Kuntze, 1898
- Henningsomyces Sacc. & D.Sacc., 1905, nom. illeg. [syn.  Dysrhynchis Clem., 1909]
- Neohenningsia Koord., 1907 [syn.  Hydropisphaera Dumort., 1822]